# Paderborn
Paderborn (in basso tedesco Patterbuorn, in forma italiana Paderborna) è una città della Renania Settentrionale-Vestfalia, in Germania.
È il capoluogo del circondario omonimo.
Paderborn possiede lo status di "Grande città di circondario" (Große kreisangehörige Stadt).

## Geografia fisica
La città, che è posta sulle sorgenti del fiume Pader, è anche  bagnata dal fiume Alme.

## Storia
È una storica città della Vestfalia, posta in un avvallamento fra la Foresta di Teutoburgo e l'Eggegebirge sulle sorgenti del fiume Pader. Ebbe un ruolo importante nella storia d’Europa. Fu infatti scelta da Carlo Magno, che lì aveva fatto costruire nel 776, direttamente sopra le sorgenti del Pader, un palazzo imperiale come sua residenza estiva in Vestfalia, per cinque Diete tra il 777 e l‘804.
Nell’estate del 799 a Paderborn avvenne lo storico incontro tra Carlo Magno e papa Leone III, fuggito da Roma, col quale siglò l'alleanza fra la Chiesa e il costituentesi Sacro Romano Impero, che fu di fatto istituito in seguito agli accordi tra loro ivi stipulati, grazie anche ai suggerimenti del suo consigliere Alcuino di York. La rese sede vescovile, com'è tuttora, costituendo un potente principato vescovile con un principe vescovo avente diritto di voto alla Dieta imperiale. Il palazzo imperiale fu fatto ricostruire nel 1015 dell’imperatore Enrico II, che vi dimorò con la moglie Cunegonda, la quale a Paderborn  venne incoronata regina il 10 agosto 1002. Tra gli ultimi imperatori che risiedettero brevemente nel palazzo imperiale di Paderborn ci furono Federico Barbarossa e Ottone IV.

## Monumenti
Notevole è il duomo, complesso edificio di forme romanico-gotiche costruito nell'arco dei secoli XII e XIII, particolarmente bello è il doppio portale detto del Paradiso, protogotico della metà del XIII secolo con le statue della Madonna col bambino sulla colonna centrale e le statue lignee dei santi Liborio e Kilian. Ai lati del portale ci sono altre statue di santi ed apostoli. Da notare anche gli altri due portali sui fianchi della chiesa. L'edificio è fiancato da torricelle e completato da un'alta torre. All'interno si trovano cappelle nobiliari con portali barocchi e tombe di vescovi della città; particolarmente grandiosa quella del vescovo-principe Dietrich von Fürstenberg in marmo nero e alabastro affollata di statue. Nella cripta si trovano le reliquie del corpo di San Liborio, santo patrono della città, che nell’836 vennero trasferite, per volontà dell'imperatore Ludovico il Pio, dalla cattedrale di Le Mans alla diocesi di Paderborn.
In parte al Duomo sorgono i resti del palazzo imperiale carolingio, con relativo museo.
Interessante è la Abdinghof Kirche, basilica romanica di un antico monastero benedettino degli inizi dell'XI secolo che ha due potenti torri sulla facciata. Il Municipio del 1613-20 ospita anche il Museo di storia naturale. Numerose e di epoche diverse sono le chiese della città roccaforte del cattolicesimo tedesco. Il castello del XIII secolo (Schloss Neuhaus), trasformato in forme rinascimentali nel XVI secolo, è stato la "residenza" dei principi vescovi.

## Cultura
Paderborn ha il più grande museo di computer del mondo, l'Heinz Nixdorf MuseumsForum, aperto nel 1996.
È una città universitaria, sede della più antica università della Vestfalia, inizialmente fondata nel 1614 dal principe vescovo Dietrich von Fürstenberg.

## Sport
È sede della società di calcio dell’SC Paderborn 07, e di quella di pallacanestro del Paderborn Baskets.
Nel 2024 la città ospiterà il campionato tedesco di sudoku.

## Infrastrutture e trasporti
La stazione di Paderborn Centrale è capolinea della linea S5 della S-Bahn di Hannover.

## Amministrazione

### Gemellaggi
- Provincia di Mantova, dal 2010